# Gertrud Morneweg
Gertrud Morneweg († 1301 in Lübeck) war eine Kauffrau des 13. Jahrhunderts in der Hansestadt Lübeck.

## Leben
Gertrud Morneweg war mit dem Lübecker Kaufmann und Ratsherrn Bertram Morneweg verheiratet und hatte mit ihm den Sohn Hermann Morneweg, der um 1270 geboren wurde. Ihr Mann erwarb ein beträchtliches Vermögen. Er starb 1286 in Lübeck. Zum Zeitpunkt seines Todes besaß er etwa 13.500 Lübsche Mark, was einem Millionenvermögen in Goldmark entsprach.
Gertrud Morneweg setzte die Geschäfte ihres Mannes fort und gab etwa der Stadt Lübeck große Kredite. Auch Lübecker Bürgern räumte sie Kredite ein. Sie verlangte mit 6,25 Prozent einen niedrigen Zinssatz, so dass andere Kreditgeber nicht mit ihr konkurrieren konnten. Als sie starb, hinterließ sie ein Vermögen, das sie nach heutigen Maßstäben zur Millionärin gemacht hätte.
Ihr Sohn Hermann Morneweg gehörte zu den reichsten Männern Lübecks in seiner Zeit und wurde 1312 zum Lübecker Bürgermeister gewählt.

## Nachwirkung
Die Hansestadt Lübeck ehrt Gertrud Morneweg im  Rahmen einer Wanderausstellung über Frauen in der Lübecker Geschichte.